# Olsmässofloden
Olsmässofloden var ett kraftiga regn som inleddes den 27 juli 1649 och som pågick i veckor. Det drabbade främst de centrala delarna av Östergötland. Ovädrat vållade stor materiell förödelse och ställde till med så stora skador på åkerjorden att missväxt blev följden.